# Eucalyptus apodophylla
Eucalyptus apodophylla är en myrtenväxtart som beskrevs av William Faris Blakely och Jacobs. Eucalyptus apodophylla ingår i släktet Eucalyptus och familjen myrtenväxter. Inga underarter finns listade i Catalogue of Life.